# イギリス国鉄4形2-6-4T蒸気機関車
イギリス国鉄4形2-6-4T蒸気機関車（イギリス国鉄4がた2-6-4Tじょうききかんしゃ）は、イギリス国鉄のタンク式蒸気機関車。1950年代に製造され、郊外および準急行列車で使用された。

## 背景
1948年のイギリス国鉄では、ロンドン&ミッドランド地域にはLMS 2形2-6-2T蒸気機関車が多く、西部地域にはグレートウェスタン鉄道のGWR 5101形蒸気機関車が多く配備されていた。これらのタンク機関車は、通勤列車のなかでも準急列車に適していた。ただし、スコットランドと南部地域には配属されず、多数のグループ化以前の機関車を苦労しながら運用していた。

## 設計と建造

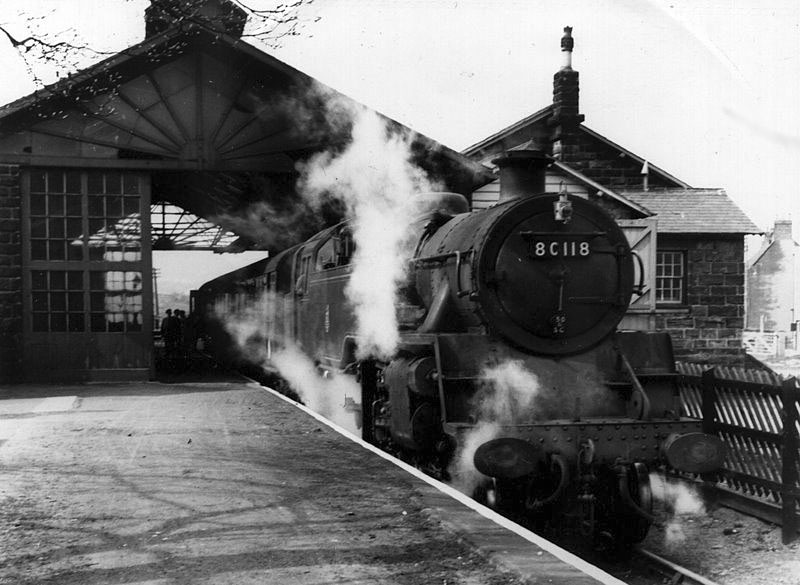
イギリス国鉄4形 2-6-4T機関車 ギスボロー駅での80118 、1950年代

イギリス国鉄の標準蒸気機関車シリーズの製造を決定した際、LMSスタニアーおよびLMS 2-6-4T蒸気機関車 (フェアバーン)に一部修正を加えた一連のタンク機関車が注文した。したがって、本形式の系譜は、1927年のLMS 2-6-4T蒸気機関車 (ファウラー)にまでさかのぼり、LMS / BRクラス4 2-6-4T機関車を通じて追跡でき、1933年にファウラーがLMSに導入した2-6-4タンク機関車設計の最終開発とも言えた。
設計作業はブライトンで行われ、RAリドルが監修した。フェアバーンの設計に対する主要な変更には、エンベロープを縮小してL1 ローディングゲージに収めるために、タンクとキャブはフェアバーンの設計より車両限界に合わせて内側に傾斜していた。最大の機械的変化は、断面積を減らすためのシリンダーサイズの縮小と、それに対応するボイラー圧力の増加である。他の目に見える変化には、シリンダーの前のメッキの再導入が含まれている。タンクの通気口はドライバーの視界を制限することがわかり、80059からさらに前方に移動した。当初は溝付き連結棒で構築されていたが、これらは他の形式で問題を引き起こし、80079から、平断面の連結棒に置き換えられた。本形式の基本的な寸法と機能には、4-6-0ホイール配置（連結ホイール– 5フィート（ft）8インチ（in）、リーディングボギー– 3ft）、225 lbf / in2でプレスされたARB5ボイラー、2つの外側シリンダー（直径18、ストローク28）はWalschaertsのバルブギア装置で作動し、総重量は86.65トン、25,515 lbf（BR 4MT）の牽引力があった。）
イギリス国鉄4形4-6-0蒸気機関車は、本形式の大型版であり、ボイラーも同一規格のものが使われた。
本形式の155両のうち130両がブライトン工場で、15両（80000–80009、80054–80058）がダービー工場で、10両が（80106–80115）ドンカスター工場で、1951年から1956年にかけて製造された。 1957年に製造予定だった15両は差し迫ったディーゼル化によりキャンセルされ、最後の5両も製造が進んだ段階になかった場合はキャンセルされることになっていた。

## 運用
本形式は成功を納め、スピードと加速で乗務員に人気があった。当初は、西部を除くすべての地域に割り当てられていた。西部地域には類似した機関車が大量にあったため、最初はそこに割り当てはなかったが、1960年代初頭に少数の割り当てがあった。南部地域では、1962年にそのルートが電化されるまで、ロンドン、ティルバリー、サウスエンドライン（LT＆S）の郊外旅客列車で使用された。また旧ロンドンブライトン&サウスコースト鉄道の電化されなかった路線であるイーストサセックス&ケント線のブライトン、タンブリッジウェルズ、スリーブリッジズでも広く使用された。ダービーとドンカスターが製造した本形式は、スコットランドの機関区に配属され、ポルマディ機関区ではグラスゴー周辺の旅客列車を担当した。1962年7月からは、LT＆Sの電化により、西部地域のスウォンジー（東ドック）地区とシュルーズベリー地区、およびその他の地域に移された。
フェンチャーチストリートからロンドンティルベリールートを運行するための東部地域の機関車は、スタニエLMS 4MT42500クラスと一緒に使用された。この路線は1962年に電化され、標準4MT80000クラスのタンク機関車が再配備された。それらは主にスコットランドとウェールズの旧カンブリア線に再割り当てされ、この時点でロンドンミッドランドリージョンの管理下にあった。
1952年にロンドンミッドランドリージョン（80034-80053）に割り当てられた20両の機関車の最初のバッチのうち、10台が南部地域に再配属され、10両が1959年と1960年にスコットランドリージョンに配属されました。
テンプルコムは1958年2月に南部地域の管理から西部地域に移管された。エクスマウスジャンクションとヨーヴィルタウンも同様に1963年9月に移管された。
Croes Newydd、Leamington Spa、Oswestry、Machynlleth、Shrewsburyは、1963年9月に西部地域からロンドンミッドランド地域に移管された。
ネーズデンは1958年2月に東部地域からロンドンミッドランドの支配下に移された。
本形式は、イギリス国鉄最後のタンク機関車の1つであり1966年の終わりまでに25両が使用されていた。これは、まだ使用されているすべての形式のタンク機関車の総数の約26％に相当した。

## 事故
1956年4月24日、80119号は、ヨークシャーのスカルビーで、入換中に線路が変形して脱線した。事故原因はスカルビーでの軸重が重い機関車による入換を禁止する規定を忘れたためだった。
1958年1月30日に、80079号は、旅客列車牽引中にエセックスで信号をオーバーランし、別の旅客列車との追突した。10人が死亡し、89人が負傷した。
1958年1月30日、ロンドン、ティルベリー、サウスエンド鉄道線18時35分発フェンチャーチストリートからソープベイまでの旅客列車を牽引した80079号は、信号をオーバーランして、18時20分発フェンチャーチストリートからシューベリーネスまでの旅客列車の後部車両に衝突した。どちらの列車も11両の客車で構成され、それぞれ約500人の乗客を運んでいた。18時35分の列車は、18時20分発の列車の3台の車両を破壊し、他のいくつかの車両を脱線させた。18時35分の列車の機関車と先頭の客車が脱線した。いくつかの残骸が隣接するロンドン地下鉄線を封鎖したが、それ以上の事故は発生しなかった。
当時、ダゲナム東駅の状況は霧がかかっていた。事故で10人の乗客が死亡し、89人が負傷した。鉄道職員の4人も負傷した。
この事故に巻き込まれた機関車の1つ（80079）は、今日セヴァーン渓谷鉄道で生き残っている。
1961年4月18日、80075号は旅客列車の牽引中にエセックス州ピットシーで単線作業中の信号手のミスにより脱線した。
1962年12月9日、ハンプシャーのゴスポートで破壊行為により80102号が脱線した。
2017年7月19日、80072号は、スランゴスレン鉄道で5両の客車列車を牽引しており、列車の1両目と2両目の連結が外れた。列車の両半分は、真空ブレーキパイプの分離によって自動的に停止した。66人が消防隊によって列車から救助された。

## 廃車
1960年代に蒸気機関車の大規模な廃車があった。古いタイプは4形より優先的に廃車され、1964年まで運用された（下記の80103を除く）。最後の9両は1967年7月9日に南部地域から撤退した。スコットランド地区の1両である80002は、蒸気機関車として運行終了後、1969年まで定置ボイラーとしてグラスゴーに残った。
No. 80103は、不良走行が報告された後、1962年に廃車された。他の2両の機関車に挟まれてスタッフォード工場まで牽引されたのち、主台枠が半分に割れていることが発見された。修理が経済的に釣り合わなかったため、80103は廃車され解体された。これは最初に廃車された標準形式の機関車であり、ストラトフォードで解体された唯一の機関車だった。
| 年   | 運行開始年数 | 廃車年数 | 機関車番号 |
| ---- | ------------ | -------- | --- |
| 1962 | 155          | 1        | 80103 |
| 1964 | 154          | 31       | 80008–10/17/21/30–31/36/38/40/44/49–50/52–53/56/62/71/73–77/87, 80106–07/15/25/27/29/48.                                           |
| 1965 | 123          | 42       | 80003/14/18/20/22–23/29/35/42/48/64/66–67/70/72/78–81/84/88/90/97–99, 80100–02/04–05/08–10/19/31/35–37/47/49–50/53.                |
| 1966 | 81           | 56       | 80000–01/05–07/13/24–28/33–34/37/39/41/43/47/51/54–55/57–61/63/65/68–69/82–83/89/91–96, 80111–14/17–18/21–24/26/30/32/38/41–42/44. |
| 1967 | 25           | 25       | 80002/04/11–12/15–16/19/32/45–46/85–86, 80116/20/28/33–34/39–40/43/45–46/51–52/54.                                                 |

## 保存

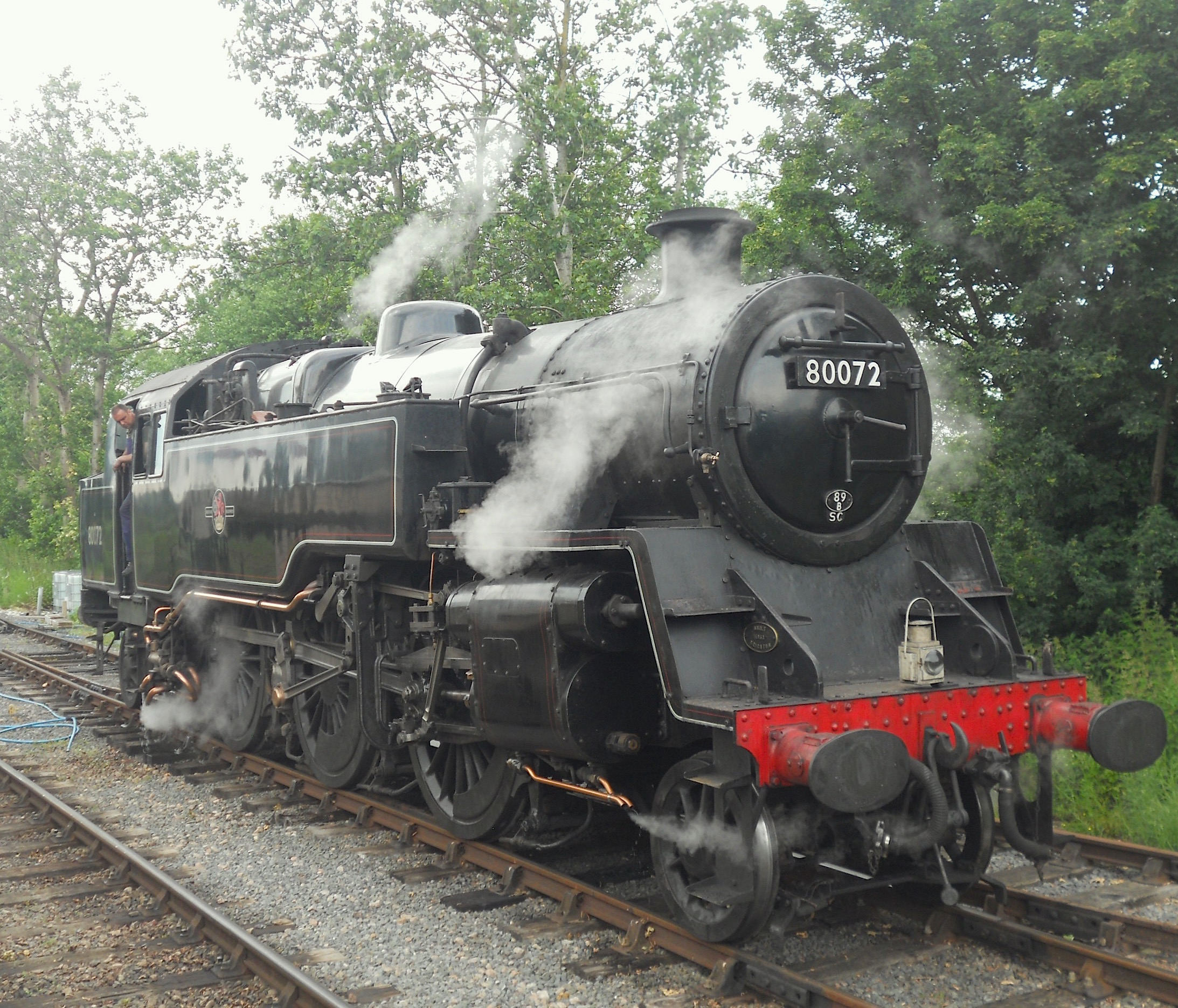
イギリス国鉄2-6-4Tスタンダードクラス480072

保存のために生き残った15台の機関車のうち、イギリス国鉄から直接購入した機関車は1台のみで、これは80002番で、他のエンジンはすべてバリースクラップヤードから購入した。保存される15台の機関車のうち、80100と80150のクラスの2台のみがまだ保存されていない。80097は最近、動態保存になり、イーストランカシャーのスクラップヤード状態からの復旧後、2019年3月にサービスを開始した。そのうちの5台は、本線運用がある。No。80002、80079、80010、80098、および80135。80002は、リーズで開かれた週末イベントに登場し、1970年代に旧BRシステムで運用された。

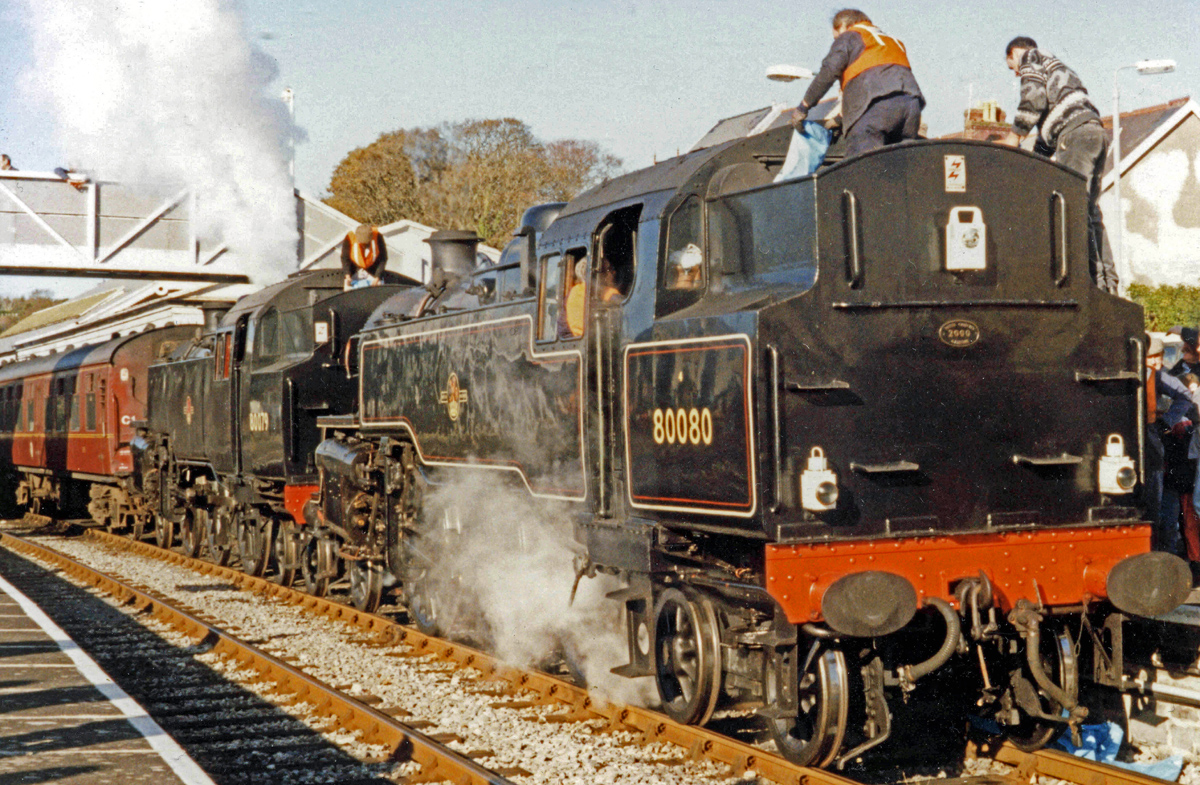
1993年10月にテンビーで行われたスワンシーからペンブロークドックまでのメインラインスペシャルの80079と80080。

80080は、1993年3月に本線で通常の旅客列車を行う最初の蒸気機関車になった。また、1992年にカンブリアのネットワークに戻った。1994年、80079は80080に加わった。

## 保存機
保存中のクラスのメンバーの1台を除く全員がブライトン工場で建設され、80002はダービー工場で建設された。
| 番号  | 工場           | 製造年      | 廃車       | 稼働年数   | 保存鉄道                                                         | 塗装                         | 説明 | 写真 |
| ----- | -------------- | ----------- | ---------- | ---------- | ---------------------------------------------------------------- | ---------------------------- | --- | ---- |
| 80002 | ダービー       | 1952年 11月 | 1967年 3月 | 14年 4か月 | Keighley and Worth Valley Railway                                | BR Lined Black, Early Emblem | KWVRによりイギリス国鉄から直接購入されたこの75078は、路線に沿って列車を走らせるのに理想的だった。全般検査待ち。車検は2013年8月失効 |      |
| 80064 | ブライトン工場 | 1953年 6月  | 1965年 9月 | 12年 3か月 | ブルーベル鉄道                                                   | BR Lined Black, Early Emblem | 大幅な全般検査待ち。車検は1991年失効。現在、ブルーベル鉄道のオーバーホールを待機している間の静態保存。 |      |
| 80072 | ブライトン工場 | 1953年 11月 | 1965年 7月 | 11年 8か月 | Llangollen Railway                                               | BR Lined Black, Late Emblem  | スランゴスレン鉄道所属。修復は1991年に始まり、19年がかりで80072が2010年に動態保存になった。2015年にボイラー修理完了。 |      |
| 80078 | ブライトン工場 | 1954年 2月  | 1965年 7月 | 11年 5か月 | マンガップス鉄道博物館所有。現在ミッドノーフォーク鉄道で運用中。 | BR Lined Black, Early Emblem | マンガップス鉄道博物館で運用中。修復は1999年後半にSouthern Locomotives Ltdによって完了した。最後のオーバーホールは2017年5月に完了し、年間を通じて他の保存鉄道に出張する。 |      |
| 80079 | ブライトン工場 | 1954年 3月  | 1965年 7月 | 11年 4か月 | Severn Valley Railway                                            | BR Lined Black, Late Emblem  | セバーンバレー鉄道の機関庫での静態保存。車検は2002年失効。 |      |
| 80080 | ブライトン工場 | 1954年 3月  | 1965年 7月 | 11年 4ヶ月 | Midland Railway - Butterley                                      | BR Lined Black, Late Emblem  | ミッドランド鉄道–バタリーでオーバーホールの最終段階を実施中。完成時および試運転後、機関車はイーストランカシャー鉄道を拠点とする。復元は1987年にミッドランド鉄道バタリーで完了した。80080は、メインラインで多くの作業を行い、37,000マイルを記録した。 |      |
| 80097 | ブライトン工場 | 1954年 12月 | 1965年 7月 | 10年 7か月 | East Lancashire Railway                                          | BR Lined Black, Early Emblem | 最近スクラップヤードから修復され、2018年10月に稼働を開始し、2019年1月に就航した。 |      |
| 80098 | ブライトン工場 | 1954年 12月 | 1965年 7月 | 10年 7か月 | Midland Railway - Butterley                                      | BR Lined Black, Late Emblem  | ミッドランド鉄道バタリーでオーバーホールを実施中。車検の有効期限は2009年。 |      |
| 80100 | ブライトン工場 | 1955年 1月  | 1965年 7月 | 10年 6か月 | ブルーベル鉄道                                                   | N/A                          | レストア待ち |      |
| 80104 | ブライトン工場 | 1955年 3月  | 1965年 7月 | 10年4ヶ月  | Swanage Railway                                                  | BR Lined Black, Late Emblem  | 2017年の80146として番号が付けられる。スワネージ鉄道所属。1997年春にエンジンを正常な状態に戻したSouthern Locomotives Ltdが所有。運用上の車検の有効期限は2021年。 |      |
| 80105 | ブライトン工場 | 1955年4月   | 1965年7月  | 10年3か月  | Bo'ness and Kinneil Railway                                      | BR Lined Black, Early Emblem | ボーネスとキニール鉄道で全般検査中に、車検は2010年に失効した。4年間の主要な全般検査を受けている。 |      |
| 80135 | ブライトン工場 | 1956年4月   | 1965年7月  | 9年3か月   | North Yorkshire Moors Railway                                    | BR Lined Green, Late Emblem  | 現在、NYMRで全般検査中。80135は、イギリス国鉄のブランズウィックグリーンを塗装した唯一の4MTであり、イギリス国鉄が4MTには使用しない塗装である。終了すると、ピカリングとウィットビーの間の本線で使用するためにTWPSが取り付けられる。 |      |
| 80136 | ブライトン工場 | 1956年5月   | 1965年7月  | 9年2ヶ月   | North Yorkshire Moors Railway                                    | BR Lined Black, Early Emblem | 2016年7月下旬、完全な全般検査後、主にクルーで再編成されたが、グロモントで終了した。NYMRで運用中。 |      |
| 80150 | ブライトン工場 | 1956年12月  | 1965年11月 | 8年11ヶ月  | Mid Hants Railway                                                | Unlined Black                | 1956年12月にブライトン工場で建設された80150は、この形式の新しい機関車の1つ。保存された15台すべてのうち、80150は9年未満の最短期間で稼働。1965年に廃車してから数か月後、80150はバリースクラップヤードに送られた。 Mid Hants Railwayは元Bricklayers Armsのターンテーブルと引き換えに、Vale of Glamorgan District Councilによって交換された。MHRは80150を取得し、機関車は2011年に到着した。Friendsof 80150グループは復元作業を開始し、可能な限り部品を取得した。6か月間、80150の復元、および新しい部品の注文と製造に関する作業が大幅に進歩した。 主な課題は、80150の新しいキャブの屋根に資金を供給して注文することだった。新しい屋根に向けて資金を集めたいという訴えは大成功で、4,000ポンドの目標を上回った。 これにより、グループは屋根の図面の調査を開始した。このタスクの早い段階で、屋根を2つに分割して溶接し、わずかに異なる板厚を使用するなど、元の設計にいくつかの変更を加える必要があることが認識されていた。 Bury STD 4 Groupなどの他のグループの支援を受けて、CAD（コンピューター支援設計）図面が作成され、屋根を構築するSomdor Engineeringに送られた。これと並行して、屋根を再び支えるためにキャブフレームで作業が行われた。 これには、75079グループが生産を支援した新しいフロントプレートとリアバルクヘッドの構築が含まれる。2019年3月上旬に、新しく建てられた屋根がRopleyに無事到着し、塗装の準備が整った。 Mid Hants RailwayのOpen Weekendで80150をより見やすくするために、機関車を移動する計画が立てられた。台車はスムーズに動いたが、バネ下で連結された軸箱の一部が動き、80150の前端が下がり、後端が上がった。 オープンウィークエンドに間に合うように動きを止めたが、角の軸箱の動きは、当初考えられていたサイズにならないことを意味する。これは、軸箱が予想よりも良好な状態であることも意味する。 4フィード砂箱などのさまざまな機器の取り外しにより、機関車の除去が続けられている。砂箱が重くて大きいため、これには数日かかり、フレーム間の狭いスペースと組み合わされて、タスク全体が困難になったが、不可能ではなかった。 |      |
| 80151 | ブライトン工場 | 1957年1月   | 1967年6月  | 10年5か月  | ブルーベル鉄道                                                   | BR Lined Black, Late Emblem  | 2012年に車検の有効期限が切れた後、ブルーベル鉄道でオーバーホールを実施中。運用上の車検の有効期限は2029年。 |      |